# フリオ・ベラスケス
フリオ・ベラスケス・サンティアゴ（Julio Velázquez Santiago, 1981年10月5日 - ）は、スペイン・サラマンカ出身のサッカー指導者。現在はブルガリア・ファーストリーグのレフスキ・ソフィアの監督を務める。

## 経歴
15歳でサッカー指導者の道を歩み始め、19歳の時に地域リーグのUDスルのフベニール（18歳以下）チーム監督となった。2008-09シーズンにはポリデポルティーボ・エヒドのフベニール（ディビシオン・デ・オノール所属、18歳以下1部）監督となり、リーグ戦でセビージャFC・フベニールに次ぐグループ2位の成績を収めた。2009-10シーズンは地元カスティーリャ・イ・レオン州最大のクラブであるレアル・バリャドリードのフベニール監督を務めていたが、シーズン途中でテルセーラ・ディビシオン（4部）のレアル・バリャドリードB監督に就任し、同シーズン終了後にセグンダ・ディビシオンB（3部）昇格を決めた。2010-11シーズンはポリデポルティーボ・エヒドのトップチームを率いた。コパ・デル・レイ3回戦では同一カテゴリーのカディスCFに勝利し、ラウンド32のビジャレアルCF戦ファーストレグでは2カテゴリー上の相手に1-1と引き分けたが、セカンドレグは0-2で敗れて敗退した。
2011年夏にテルセーラのビジャレアルCF Cの監督に就任したが、2011年12月にビジャレアルCF Bのフランシスコ・モリーナ監督がトップチームの監督に就任したため、ベラスケスが後を引き継いでセグンダ・ディビシオン（2部）のビジャレアルB監督に就任した。就任時のチームは降格圏間近に低迷していたが、中位に押し上げて12位でシーズンを終えた。しかし、トップチームのセグンダ降格が決定し、リーグ規定ではトップチームとの同一カテゴリー所属が認められないため、ビジャレアルBは自動的にセグンダ・ディビシオンB（3部）降格となった。2012年6月6日、トップチームの監督に就任する予定だったマヌエル・プレシアードが心臓発作により死去したため、6月20日にベラスケスがトップチーム監督に就任した。
2022年4月5日、2021-22シーズン終了までデポルティーボ・アラベスの指揮を執る事が発表された。
2022年9月22日、エールディヴィジのフォルトゥナ・シッタートの監督に招聘され、1年契約を結んだ。

## 監督成績
2023年5月28日現在
| クラブ                     | 就任           | 退任           | 記録 | 記録 | 記録 | 記録 | 記録   |
| クラブ                     | 就任           | 退任           | 試合 | 勝ち | 分け | 負け | 勝率 % |
| -------------------------- | -------------- | -------------- | ---- | ---- | ---- | ---- | ------ |
| バリャドリードB            | 2010年2月1日   | 2010年5月25日  | 18   | 11   | 2    | 5    | 061.11 |
| ポリ・エヒド               | 2010年5月25日  | 2011年3月15日  | 33   | 11   | 9    | 13   | 033.33 |
| ビジャレアルC              | 2011年7月1日   | 2011年12月22日 | 21   | 9    | 5    | 7    | 042.86 |
| ビジャレアルB              | 2011年12月22日 | 2012年6月13日  | 24   | 10   | 4    | 10   | 041.67 |
| ビジャレアル               | 2012年6月13日  | 2013年1月13日  | 22   | 8    | 8    | 6    | 036.36 |
| ムルシア                   | 2013年7月10日  | 2014年6月16日  | 45   | 16   | 18   | 11   | 035.56 |
| ベティス                   | 2014年6月16日  | 2014年11月21日 | 16   | 8    | 3    | 5    | 050.00 |
| ベレネンセス               | 2015年12月17日 | 2016年10月6日  | 31   | 10   | 11   | 10   | 032.26 |
| アルコルコン               | 2016年10月13日 | 2018年6月4日   | 82   | 24   | 28   | 30   | 029.27 |
| ウディネーゼ               | 2018年6月7日   | 2018年11月13日 | 13   | 2    | 3    | 8    | 015.38 |
| ヴィトーリア・セトゥーバル | 2019年11月11日 | 2020年7月2日   | 21   | 4    | 7    | 10   | 019.05 |
| マリティモ                 | 2021年3月11日  | 2021年11月11日 | 25   | 6    | 7    | 12   | 024.00 |
| アラベス                   | 2022年4月5日   | 2022年6月30日  | 8    | 3    | 0    | 5    | 037.50 |
| フォルトゥナ・シッタート   | 2022年9月12日  | 2023年5月28日  | 28   | 10   | 5    | 13   | 035.71 |
| 通算                       | 通算           | 通算           | 387  | 131  | 111  | 145  | 033.85 |